# Roy Fun Tawan Deard
Roy Fun Tawan Duerd (tailandés: รอยฝันตะวันเดือด, inglés: The Rising Sun), es una serie de televisión tailandesa transmitida del 21 de agosto del 2014 hasta el 1 de octubre del 2014 por medio de la cadena Channel 3.
La serie es la segunda entrega de "Roy Tawan Series", la primera entrega Roy Ruk Hak Liam Tawan fue transmitida en el 2014.

## Sinopsis
La serie sigue a Ryu Onizuka, quien ahora se ha convertido en el serio y fiel líder del clan Onizuka y a la mujer que ama, su prometida Mayumi Takahachi, quien ahora es una mujer fuerte, así como una inteligente y habilidosa doctora, capaz de defenderse con una espada y tomar el asunto en sus propias manos.
A pesar de estar comprometido con Mayumi, Ryu no se ha acercado a ella por los últimos siete años, luego de escoger su deber como miembro de la familia Onizuka, ocasionando que ella crea que no la ama. Sin embargo la verdadera razón por la cual Ryu no a estado junto a ella, es que antes consideraba que era demasiado joven y a pesar de que le gustaba mucho, temía que fuera su talón de Aquiles y que sus enemigos la lastimaran, por lo que a pesar de no estar junto a ella, la había estado protegiendo y vigilando a escondidas.
Sin embargo cuando se da cuenta de que puede perderla, ya que el corrupto oficial Yuji está interesado en ella, decide acercarse nuevamente a Mayumi y revelarle la verdad. Aunque al inicio no le cree y niega seguir enamorada de él, diciéndole que sólo van a casarse para cumplir con el honor de su familia, finalmente ella acepta que nunca ha dejado de amarlo y se unen nuevamente. En el proceso Mayumi aprende a confiar en Ryu, a pesar de que por celos, Yuji y Akiko intentan separarlos. 
Al mismo tiempo Ryu, Mayumi, los miembros del clan Onizuka y sus socios, deberán luchar contra sus enemigos, para evitar que obtengan el poder para gobernar la ciudad, y así seguir manteniendo la paz.

## Reparto

### Personajes principales
| Actor             | Personaje               | Ocupación                        | N.º de episodios | Duración |
| ----------------- | ----------------------- | -------------------------------- | ---------------- | -------- |
| Nadech Kugimiya   | Ryu "Anata" Onizuka     | Líder y Miembro del Clan Onizuka | 12               | 2014     |
| Urassaya Sperbund | Mayumi "Kimi" Takahashi | Doctora / Prometida de Ryu       | 12               | 2014     |

### Personajes secundarios
| Actor                         | Personaje        | Ocupación                                        | N.º de episodios | Duración |
| ----------------------------- | ---------------- | ------------------------------------------------ | ---------------- | -------- |
| -                             | Taishi           | Guardaespaldas de Ryu                            | 12               | 2014     |
| Tungtatsawat Panomkorn        | Khaen            | Guardaespaldas de Ryu                            | 12               | 2014     |
| Kosawis Piyasakulkaew         | Katsu            | Guardaespaldas de Ryu                            | 12               | 2014     |
| Pitchaya "Golf" Nitipaisalkul | Yuji Kobayashi   | Capitán de la Policía (corrupto)                 | 12               | 2014     |
| -                             | Masaru Kobayashi | Capitán de la Policía (corrupto) / Padre de Yuji | 12               | 2014     |
| Anuchit "Oh" Sapunpohng       | Takao Mizawa     | Líder de la Fam. Mizawa                          | 12               | 2014     |
| Thanakorn "Au" Posayanon      | Tío Koji Sasaki  | Miembro del Clan Onizuka / Guardaespaldas de Ryu | 12               | 2014     |
| Phanudet Watanasuchart        | Tío Masato       | Miembro del Clan Onizuka / Guardaespaldas de Ryu | 11               | 2014     |
| Niti "Job" Samutkojorn        | Tío Kazuma       | Miembro del Clan Onizuka / Guardaespaldas de Ryu | 11               | 2014     |
| Haru Yamaguchi                | Nana Ueno        | Doctora / Amiga de Mayumi                        | 11               | 2014     |
| Joey Boy                      | Haru Miurak      | Líder de la Fam. Miurak                          | 10               | 2014     |
| -                             | Hiro             | Jefe de la Policía                               | 10               | 2014     |
| Haru Yamaguchi                | Nana Ueno        | Doctora / Amiga de Mayumi                        | 10               | 2014     |
| Pimthong Washirakom           | Akiko            | Actriz                                           | 9                | 2014     |
| Phaksaruj "Hiro" Nakahara     | -                | Guardaespaldas de Mizawa                         | 8                | 2014     |
| -                             | Hiro Takahashi   | Padre de Mayumi                                  | 5                | 2014     |
| Klomklom Khwanruedi           | Tamako Takahashi | Madre de Mayumi                                  | 5                | 2014     |
| -                             | Ayako            | Ama de Casa del Clan Onizuka                     | 5                | 2014     |
| -                             | Yamamoto         | -                                                | 5                | 2014     |
| Minthita "Mint" Wattanakul    | Junko            | Acompañante                                      | 5                | 2014     |

### Apariciones especiales
| Actor                     | Personaje               | Ocupación                  | N.º de episodios | Duración |
| ------------------------- | ----------------------- | -------------------------- | ---------------- | -------- |
| Mario "Oh" Maurer         | Takeshi "Tawan" Onizuka | Miembro de la Fam. Onizuka | 3                | 2014     |
| Natapohn "Taew" Tameeruks | Praedow "Seiko"         | Esposa de Takeshi          | 2                | 2014     |

## Episodios
La serie estuvo conformada por 12 episodios, los cuales fueron emitidos cada miércoles y jueves a través de Channel 3.

## Premios y nominaciones
| Año  | Categoría                         | Premio                        | Nominado (a)                        | Resultado |
| ---- | --------------------------------- | ----------------------------- | ----------------------------------- | --------- |
| 2015 | Seventeen Choice Hottie Male      | Seventeen Teen Choice Award   | Nadech Kugimiya                     | Ganó      |
| 2015 | Seventeen Choice Hottie Female    | Seventeen Teen Choice Award   | Urassaya Sperbund                   | Ganó      |
| 2015 | POP Icon                          | Hamburger Icon Award          | Nadech Kugimiya                     | Ganó      |
| 2015 | POP Icon                          | Hamburger Icon Award          | Urassaya Sperbund                   | Ganó      |
| 2015 | Popular Music                     | Seed Award                    | "Roy Fun Tawan Duerd"               | Ganó      |
| 2015 | Siam Dara Star Popular Male Star  | Siam Dara Star Award          | Nadech Kugimiya                     | Ganó      |
| 2015 | Siam Dara Star Popular Women Vote | Siam Dara Star Award          | Urassaya Sperbund                   | Ganó      |
| 2015 | Superstar Male of the Year        | Kazz Award                    | Nadech Kugimiya                     | Ganó      |
| 2015 | Superstar Female of the Year      | Kazz Award                    | Urassaya Sperbund                   | Ganó      |
| 2015 | Popular Leading Actor             | 12th Kom Chad Luek Award      | Nadech Kugimiya                     | Ganó      |
| 2015 | Public Favorite Actress           | 12th Kom Chad Luek Award      | Urassaya Sperbund                   | Ganó      |
| 2015 | Popular Music                     | Gmember Award                 | "Roy Fun Tawan Duerd"               | Ganó      |
| 2015 | Chemistry                         | Maya Award                    | Nadech Kugimiya y Urassaya Sperbund | Nominados |
| 2015 | Popular Music                     | Maya Award                    | "Roy Fun Tawan Duerd"               | Nominado  |
| 2015 | Best Drama Actress                | Maya Award                    | Urassaya Sperbund                   | Nominada  |
| 2015 | Cool Guy of the Year              | 4th Daradaily the Great Award | Nadech Kugimiya                     | Ganó      |
| 2015 | Hot Girl of the Year              | 4th Daradaily the Great Award | Urassaya Sperbund                   | Ganó      |
| 2015 | Actor of the Year                 | 4th Daradaily the Great Award | Nadech Kugimiya                     | Nominado  |
| 2015 | Actress of the Year               | 4th Daradaily the Great Award | Urassaya Sperbund                   | Nominada  |
| 2015 | Actor of the Year                 | 1st TrueLife Award            | Nadech Kugimiya                     | Ganó      |
| 2015 | Actress of the Year               | 1st TrueLife Award            | Urassaya Sperbund                   | Ganó      |
| 2014 | Male Idol of the Year             | Star Light Award              | Nadech Kugimiya                     | Ganó      |
| 2014 | Chemistry                         | Mekhala Award                 | Nadech Kugimiya y Urassaya Sperbund | Ganaron   |
| 2014 | Popular Music                     | Intensive Watch               | "Roy Fun Tawan Duerd"               | Ganó      |
| 2014 | Top Music                         | EFM Award                     | "Roy Fun Tawan Duerd"               | Gano      |
| 2014 | Most Popular Actress              | EFM Award                     | Urassaya Sperbund                   | Nominada  |
| 2014 | Best Leading Actor                | SeeSan Buntherng Award        | Nadech Kugimiya                     | Ganó      |
| 2014 | Charming Young                    | SeeSan Buntherng Award        | Urassaya Sperbund                   | Ganó      |
| 2014 | Most Popular Actor                | TV3 Fanclub Award             | Nadech Kugimiya                     | Ganó      |
| 2014 | Most Popular Actress              | TV3 Fanclub Award             | Urassaya Sperbund                   | Ganó      |

## Música
La serie contó con las músicas "Cross Love", "Rao Ja Dai Ruk Gun Mai" cantada por Nadech Kugimiya y Urassaya Sperbund, "Kon Mai Dee" de Golf Pichaya Nitipaisankul y "Kon Mai Dee", la versión japonesa de Mint Minthita Wattanakul.

## Producción
La serie también fue conocida como "The Rising Sun" y/o "Dream Trace of Boiling Sun".
Es la secuela de la serie Roy Ruk Hak Liam Tawan transmitida del 16 de julio del 2014 al 20 de agosto del mismo año y protagonizada por Mario Maurer, Natapohn Tameeruks, Nadech Kugimiya y Urassaya Sperbund.
Fue dirigida por Num Krit Sukramongkon, escrita por Kartarhut Butsapaket y contó con la productora Ja Yossinee.
La serie comenzó sus filmaciones en Chiba, Japón en marzo del 2013.
Contó con el apoyo de la compañía "Maker Y Group" y fue distribuida por Channel 3.